# Гдов
Гдов (рус. Гдов) насељено је место са административним статусом града на западу европског дела Руске Федерације. Налази се у северном делу Псковске области и административно припада Гдовском рејону чији је уједно и административни центар.
Према проценама националне статистичке службе за 2015. у граду је живело 3.743 становника.
Званичан статус града Гдов носи од 1780. године. Једна од најпознатијих градских знаменитости су остаци средњовековног Гдовског кремља.

## Геоографија
Град Гдов налази се у северном делу Псковске области, на обалама реке Гдовке, свега 2 km узводно од њеног ушћа у Чудско језеро. Лежи у пространом низијском подручју на надморској висини од 40 m.
Кроз град пролази регионални друмски правац Р60 који га повезује са Сланцима и Кингисепом на северу, односно са Псковом на југу. На 14 km североисточно од града налази се ваздухопловна војна база Смуравјово.

## Историја
Према предањима из X века подручје данашњег Гдова налазило се под влашћу кнегиње Олге Кијевске као наследно имање, а ту тезу заступао је и руски историчар Василиј Татишчев у свом Руском лексикону из 1793. године. Током археолошких истраживања која су вршена у унутрашњости Гдовског кремља 1989. откривени су археолошки остаци, вероватно сакралног порекла из XII века.
У званичним писаним изворима Гдов се први пут помиње у Првом псковском летопису из 1322. године. У поменутом летопису помињу се упади припадника Ливонског реда на руске земље у подручја око Чудског језера, реке Нарве и Черме..
По наредби књаза Димитрија Ростовског на обалама реке Гдовке је у пролеће 1431. године започела градња утврђења. Радови на тврђави започели су у „петој недељи након Ускрса”, успешно окончани у првој недељи месеца новембра, а локални земљопоседници су грађевинарима за то платили суму од 300 рубаља. Зидине тврђаве су биле од камена на оној страни која је била најугроженија од напада, док су остали делови били од дрвета и земље.
Током наредних неколико година дрвени зидови на тврђави су постепено замењивани каменим (у летописима се такви грађевински радови помињу током 1434. године). Тврђава је имала правоугаони облик димензија 150х250 m, са зидинама висине 5,5–8 m и дебљине 3,5–5 m. Стајала је на врху узвишења које је са северне стране омеђивала река Гдовка, са југозапада поточић Старица, док је дуж југоисточног зида био ископан јарак који је испуњен водом. Главни улаз у тврђаву налазио се у подножју западне куле (Псковска врата), док су се у средишњем делу северозападног зида налазила тајна врата која су се спуштала ка реци Гдовки. Највиши торањ налазио се у централном делу југоисточног зида (Пателинска кула).
Током целог XVI и XVII века град је био честа мета напада литванских, пољских и шведских армија, По окончању Великог северног рата који је вођен од 1700. до 1721. године, Гдов престаје да буде погранични центар и с временом губи свој стратешки војни значај.
Године 1708, Гдов постаје окружним центром у границама Санктпетербуршке губерније, а у границама садашње Псковске области је од 1944. године. Званичан статус града добија 1780. године.
Током нацистичке окупације у Другом светском рату, која је трајала од 19. јула 1941. до 4. фебруара 1944. град је претрпео огромна разарања и готово све историјске грађевине у граду су до темеља порушене. Приликом повлачења фашисти су минирали унутрашњост Кремља и том приликом су уништене све грађевине унутар утврђења, укључујући и средњовековну Цркву Светог Димитрија Солунског. На месту старог храма у периоду 1989—1993. саграђена је потпуно нова црква, а градња се одвијала по грађевинским методама карактеристичним за средњи век. Био је то први православни храм саграђен на подручју Псковске области након Октобарске револуције 1917. године. Храм је посвећен Чудотворној икони Мајке Божије Владарице.

## Демографија
Према подацима са пописа становништва 2010. у граду је живело 4.379 становника, док је према проценама националне статистичке службе за 2015. град имао 3.743 становника.
| 1939. | 1959. | 1970. | 1979. | 1989. | 2002. | 2010. | 2015. |
| ----- | ----- | ----- | ----- | ----- | ----- | ----- | ----- |
| 4.578 | 3.692 | 4.134 | 4.751 | 6.009 | 5.171 | 4.379 | 3.743 |